# The Dark Side
The Dark Side är ett studioalbum med det spanska progressiva power metal-bandet DarkSun. Albumet är en engelsk version av albumet El lado oscuro och utgavs 2007 av skivbolaget FC Metal. Några utgåvar av albumet innehåller en DVD som visar en dokumentär om inspelningen av albumet.

## Låtlista
1. "Invocation" – 1:17
2. "The Dark Side" – 4:49
3. "A Hero Reborn" – 6:01
4. "Slaves of Fear" – 6:29
5. "Blood Brothers" – 5:17
6. "Prisoners of Fate" – 4:49
7. "Echoes from the Past" – 4:26
8. "Elegy Part I. Confrontation" – 4:26
9. "Elegy Part II. Light Between Darkness" – 1:28
10. "Elegy Part III. Agony" – 2:19
11. "Legend" – 2:08

## Medverkande
Musiker (DarkSun-medlemmar)
- Tino Hevia – gitarr
- Pedro Junquera – basgitarr
- Rafael Yugueros – trummor
- Daniel G. (Daniel González Suárez) – sång, gitarr
- Víctor Fernández – keyboard

Bidragande musiker
- Pablo García – sologitarr (spår 4)
- Peter "Peavy" Wagner – sång (spår 12)

Produktion
- DarkSun – producent
- Lars Ratz, Dani G., Ingo "Charly" Czajkowski – ljudtekniker
- Dennis Ward – ljudmix, mastering
- Kai Stahlenberg – mastering
- Daniel Alonso – omslagskonst